# 2023 w lotach kosmicznych
Chronologiczna lista startów rakiet nośnych w 2023 roku, których celem było wprowadzenie ładunku na orbitę okołoziemską, w kierunku Księżyca lub na orbitę heliocentryczną.
Kolorem szarym zaznaczone są starty nieudane i częściowe niepowodzenia z powodu awarii rakiety nośnej.
Wszystkie daty podane są według czasu uniwersalnego (UTC).
Flagą oznaczono państwo właściciela rakiety nośnej. Dla rakiet europejskiej spółki Arianespace użyto oznaczenia , a dla rakiet Rocket Lab startujących z Nowej Zelandii użyto oznaczenia  .
Jako miejsce startu podano nazwę kosmodromu i kompleksu startowego (LC – ang. launch complex)
| Data i godzina startu          | Rakieta              | Miejsce startu                          | Ładunek                                                                   | Uwagi |
| ------------------------------ | -------------------- | --------------------------------------- | ------------------------------------------------------------------------- | --- |
| 3 stycznia 2023, 14:56:00      | Falcon 9 Block 5     | Cape Canaveral (SLC-40)                 | Misja Transporter-6                                                       | Misja Transporter-6: co najmniej 114 satelitów.                                                           |
| 8 stycznia 2023, 22:00         | Chang Zheng 7A       | Wenchang (LC-201)                       | Shi Jian 23                                                               | Satelita telekomunikacyjny na orbicie geostacjonarnej.                                                    |
| 9 stycznia 2023, 05:04         | Gushenxing-1         | Jiuquan (LC-43/95A)                     | Keji 1, Tianqi 13 (Alashan 1), Tianmu-1 01, Tianmu-1 02, Nantong Zhongxue | Pięć mikrosatelitów.                                                                                      |
| 9 stycznia 2023, 23:08         | LauncherOne          | Morze Celtyckie (Boeing 747-400 N744VG) | 9 mikrosatelitów                                                          | Rakieta wynoszona przez samolot. 9 mikrosatelitów. Awaria drugiego stopnia rakiety.                       |
| 10 stycznia 2023, 04:50:17     | Falcon 9 Block 5     | Cape Canaveral (SLC-40)                 | OneWeb L16                                                                | 40 satelitów telekomunikacyjnych OneWeb.                                                                  |
| 10 stycznia 2023, 23:27:31     | RS1                  | Kodiak (LP-3C)                          | VariSat 1A, 1B                                                            | Pierwszy start nowego typu rakiety nośnej. Awaria pierwszego stopnia i zniszczenie stanowiska startowego. |
| 12 stycznia 2023, 18:10        | Chang Zheng 2C       | Xichang (LC-3)                          | APStar 6E                                                                 | Satelita telekomunikacyjny na orbicie geostacjonarnej.                                                    |
| 13 stycznia 2023, 07:00        | Chang Zheng 2D       | Jiuquan (LC-43/94)                      | Yaogan 37, Shiyan 22A, Shiyan 22B                                         | Wojskowy satelita teledetekcyjny i dwa tajne satelity.                                                    |
| 15 stycznia 2023, 03:14:49     | Chang Zheng 2D       | Taiyuan (LC-9)                          | 14 satelitów                                                              | 14 satelitów.                                                                                             |
| 15 stycznia 2023, 22:56        | Falcon Heavy         | KSC (LC-39A)                            | USA 342 (CBAS 2), LDPE 3A                                                 | Misja wojskowa USSF-67 z satelitami na orbitę geostacjonarną.                                             |
| 18 stycznia 2023, 12:24        | Falcon 9 Block 5     | Cape Canaveral (SLC-40)                 | GPS-III SV05 (USA 343)                                                    | Satelita nawigacyjny.                                                                                     |
| 19 stycznia 2023, 15:23:10     | Falcon 9 Block 5     | Vandenberg (SLC-4E)                     | Starlink v1.5 2-4                                                         | 51 satelitów telekomunikacyjnych Starlink.                                                                |
| 24 stycznia 2023, 23:00:00     | Electron             | Wallops (LA-0C)                         | Hawk 6A, Hawk 6B, Hawk 6C                                                 | Trzy komercyjne satelity rozpoznania radiowego.                                                           |
| 26 stycznia 2023, 01:49:20     | H-IIA 202            | Tanegashima (YLP-1)                     | IGS Radar 7                                                               | Satelita rozpoznania radarowego.                                                                          |
| 26 stycznia 2023, 09:32:20     | Falcon 9 Block 5     | Cape Canaveral (SLC-40)                 | Starlink v1.5 5-2                                                         | 56 satelitów telekomunikacyjnych Starlink.                                                                |
| 31 stycznia 2023, 16:15:00     | Falcon 9 Block 5     | Vandenberg (SLC-4E)                     | Starlink v1.5 2-6, ION SCV009 Eclectic Elena                              | 49 satelitów telekomunikacyjnych Starlink i satelita technologiczny.                                      |
| 3 lutego 2023, 07:58:20        | Falcon 9 Block 5     | KSC (LC-39A)                            | Starlink v1.5 5-3                                                         | 53 satelity telekomunikacyjne Starlink.                                                                   |
| 5 lutego 2023, 09:12:51        | Proton-M/DM-03       | Bajkonur (LC-81/24)                     | Elektro-Ł 4                                                               | Satelita meteorologiczny na orbicie geostacjonarnej.                                                      |
| 7 lutego 2023, 01:32           | Falcon 9 Block 5     | Cape Canaveral (SLC-40)                 | Amazonas Nexus                                                            | Satelita telekomunikacyjny na orbicie geostacjonarnej.                                                    |
| 9 lutego 2023, 06:15:36        | Sojuz 2.1a           | Bajkonur (LC-31/6)                      | Progress MS-22                                                            | Statek transportowy do Międzynarodowej Stacji Kosmicznej.                                                 |
| 10 lutego 2023, 03:48          | SSLV                 | Satish Dhawan (FLP)                     | EOS-07, AzaadiSAT-2, Janus-1                                              | Trzy satelity technologiczne.                                                                             |
| 12 lutego 2023, 05:10:10       | Falcon 9 Block 5     | Cape Canaveral (SLC-40)                 | Starlink v1.5 5-4                                                         | 55 satelitów telekomunikacyjnych Starlink.                                                                |
| 17 lutego 2023, 19:12:20       | Falcon 9 Block 5     | Vandenberg (SLC-4E)                     | Starlink v1.5 2-5                                                         | 51 satelitów telekomunikacyjnych Starlink.                                                                |
| 18 lutego 2023, 03:59          | Falcon 9 Block 5     | Cape Canaveral (SLC-40)                 | Inmarsat I-6 F2                                                           | Satelita telekomunikacyjny na orbicie geostacjonarnej.                                                    |
| 23 lutego 2023, 11:49          | Chang Zheng 3B/G2    | Xichang (LC-2)                          | Zhongxing-26                                                              | Satelita telekomunikacyjny na orbicie geostacjonarnej.                                                    |
| 24 lutego 2023, 00:24:29       | Sojuz 2.1a           | Bajkonur (LC-31/6)                      | Sojuz MS-23                                                               | Bezzałogowy statek do Międzynarodowej Stacji Kosmicznej.                                                  |
| 24 lutego 2023, 04:01          | Chang Zheng 2C       | Jiuquan (LC-43/94)                      | Horus 1 (Helusi 1)                                                        | Satelita teledetekcyjny.                                                                                  |
| 27 lutego 2023, 23:13:50       | Falcon 9 Block 5     | Cape Canaveral (SLC-40)                 | Starlink v2-Mini 6-1                                                      | 21 satelitów telekomunikacyjnych Starlink.                                                                |
| 2 marca 2023, 05:34:14         | Falcon 9 Block 5     | KSC (LC-39A)                            | SpaceX Crew-6                                                             | Statek załogowy do Międzynarodowej Stacji Kosmicznej.                                                     |
| 3 marca 2023, 18:38:50         | Falcon 9 Block 5     | Vandenberg (SLC-4E)                     | Starlink v1.5 2-7                                                         | 51 satelitów telekomunikacyjnych Starlink.                                                                |
| 4 marca 2023                   | Qaem-100             | Shahroud (LP-1)                         | Nahid-1                                                                   | Start nieudany.                                                                                           |
| 7 marca 2023, 01:37:55         | H-3 22S              | Tanegashima (YLP-2)                     | ALOS 3 (Daichi 3)                                                         | Pierwszy start nowego typu rakiety nośnej. Brak zapłonu drugiego stopnia rakiety.                         |
| 9 marca 2023, 19:13:28         | Falcon 9 Block 5     | Cape Canaveral (SLC-40)                 | OneWeb L17                                                                | 40 satelitów telekomunikacyjnych OneWeb.                                                                  |
| 9 marca 2023, 22:41            | Chang Zheng 4C       | Taiyuan (LC-9)                          | Tianhui-6 01, Tianhui-6 02                                                | Dwa satelity teledetekcyjne.                                                                              |
| 12 marca 2023, 23:12:59        | Proton-M/Briz-M      | Bajkonur (LC-200/39)                    | Łucz-5Ch (Olimp-K 2)                                                      | Wojskowy satelita telekomunikacyjny i rozpoznania elektronicznego na orbicie geostacjonarnej.             |
| 13 marca 2023, 04:02           | Chang Zheng 2C       | Jiuquan (LC-43/94)                      | Horus 2 (Helusi 2)                                                        | Satelita teledetekcyjny.                                                                                  |
| 15 marca 2023, 00:30:42        | Falcon 9 Block 5     | KSC (LC-39A)                            | SpaceX CRS-27                                                             | Statek transportowy do Międzynarodowej Stacji Kosmicznej.                                                 |
| 15 marca 2023, 11:41           | Chang Zheng 11       | Jiuquan (LC43/95B)                      | Shiyan 19                                                                 | Satelita technologiczny (teledetekcyjny?).                                                                |
| 16 marca 2023, 22:38:59        | Electron             | Wallops (LA-0C)                         | Capella 9, Capella 10                                                     | Dwa satelity radarowe.                                                                                    |
| 17 marca 2023, 08:33           | Chang Zheng 3B/G3    | Xichang (LC-2)                          | Gaofen 13-02                                                              | Satelita teledetekcyjny na orbicie geostacjonarnej.                                                       |
| 17 marca 2023, 19:26:40        | Falcon 9 Block 5     | Vandenberg (SLC-4E)                     | Starlink v1.5 2-8                                                         | 52 satelity telekomunikacyjne Starlink.                                                                   |
| 17 marca 2023, 23:38           | Falcon 9 Block 5     | Cape Canaveral (SLC-40)                 | SES-18, SES-19                                                            | Dwa satelity telekomunikacyjne na orbicie geostacjonarnej.                                                |
| 22 marca 2023, 09:09           | Kuaizhou-1A          | Jiuquan (LP-43/95B)                     | Tianmu-1 03, ..., 06                                                      | Cztery satelity meteorologiczne.                                                                          |
| 23 marca 2023, 03:25           | Terran 1             | Cape Canaveral (LC-16)                  | -                                                                         | Pierwszy start nowego typu rakiety nośnej. Awaria drugiego stopnia rakiety.                               |
| 23 marca 2023, 06:40:11        | Sojuz 2.1a           | Plesieck (LC-43/4)                      | Kosmos-2567                                                               | Satelita rozpoznania optycznego Bars-M No.4.                                                              |
| 23 marca 2023, 09:14           | Electron             | Māhia (LC-1B)                           | BlackSky 18, BlackSky 19                                                  | Dwa satelity teledetekcyjne.                                                                              |
| 24 marca 2023, 15:43:10        | Falcon 9 Block 5     | Cape Canaveral (SLC-40)                 | Starlink v1.5 5-5                                                         | 56 satelitów telekomunikacyjnych Starlink.                                                                |
| 26 marca 2023, 03:30:20        | LVM3                 | Satish Dhawan (SLP)                     | OneWeb L18                                                                | 36 satelitów telekomunikacyjnych OneWeb.                                                                  |
| 28 marca 2023, 23:10           | Shavit-2             | Palmachim                               | Ofeq-13                                                                   | Satelita rozpoznania radarowego.                                                                          |
| 29 marca 2023, 19:57:02        | Sojuz 2.1w           | Plesieck (LC-43/4)                      | Kosmos-2568                                                               | Wojskowy satelita teledetekcyjny EMKA No. 4.                                                              |
| 29 marca 2023, 20:01:00        | Falcon 9 Block 5     | Cape Canaveral (SLC-40)                 | Starlink v1.5 5-10                                                        | 56 satelitów telekomunikacyjnych Starlink.                                                                |
| 30 marca 2023, 10:50           | Chang Zheng 2D       | Taiyuan (LC-9)                          | Hongtu-1 01A, ..., 01D                                                    | Cztery satelity radarowe.                                                                                 |
| 31 marca 2023, 06:27           | Chang Zheng 4C       | Jiuquan (LC-43/94)                      | Yaogan 34-04                                                              | Satelita rozpoznania optycznego.                                                                          |
| 2 kwietnia 2023, 08:48:15      | Tianlong 2           | Jiuquan                                 | Jinta                                                                     | Pierwszy start nowego typu rakiety nośnej.                                                                |
| 2 kwietnia 2023, 14:29         | Falcon 9 Block 5     | Vandenberg (SLC-4E)                     | Misja Tranche 0A (10 satelitów)                                           | Misja wojskowa: osiem satelitów telekomunikacyjnych i dwa wczesnego ostrzegania.                          |
| 7 kwietnia 2023, 04:00         | Shuang Quxian-1      | Jiuquan (LC-43/95A)                     | –                                                                         | Lot próbny, bez ładunku.                                                                                  |
| 7 kwietnia 2023, 04:30         | Falcon 9 Block 5     | Cape Canaveral (SLC-40)                 | Intelsat 40e                                                              | Satelita telekomunikacyjny na orbicie geostacjonarnej.                                                    |
| 14 kwietnia 2023, 12:14:29     | Ariane 5ECA+         | Kourou (ELA-3)                          | JUICE                                                                     | Sonda kosmiczna.                                                                                          |
| 15 kwietnia 2023, 06:48:00     | Falcon 9 Block 5     | Vandenberg (SLC-4E)                     | Misja Transporter-7                                                       | Misja Transporter-7: 51 ładunków.                                                                         |
| 16 kwietnia 2023, 01:36        | Chang Zheng 4B       | Jiuquan (LC-43/94)                      | Fengyun 3-07                                                              | Satelita meteorologiczny.                                                                                 |
| 19 kwietnia 2023, 14:31:10     | Falcon 9 Block 5     | Cape Canaveral (SLC-40)                 | Starlink v2-Mini 6-2                                                      | 21 satelitów telekomunikacyjnych Starlink.                                                                |
| 20 kwietnia 2023, 13:33:08     | Starship B7/S24      | Starbase (OLP1)                         | Starship IFT-1                                                            | Pierwszy start nowego typu rakiety nośnej. Awaria pierwszego stopnia i zniszczenie rakiety.               |
| 22 kwietnia 2023, 08:49        | PSLV                 | Satish Dhawan (FLP)                     | TeLEOS-2, LUMELITE-4, POEM-2                                              | Satelita radarowy, mikrosatelita technologiczny i platforma eksperymentalna.                              |
| 27 kwietnia 2023, 13:40:50     | Falcon 9 Block 5     | Vandenberg (SLC-4E)                     | Starlink v1.5 3-5                                                         | 46 satelitów telekomunikacyjnych Starlink.                                                                |
| 28 kwietnia 2023, 22:12        | Falcon 9 Block 5     | Cape Canaveral (SLC-40)                 | O3b mPower 3, O3b mPower 4                                                | Dwa satelity telekomunikacyjne.                                                                           |
| 1 maja 2023, 00:26:00          | Falcon Heavy         | KSC (LC-39A)                            | ViaSat-3 Americas, Arcturus, G-Space 1                                    | Trzy satelity telekomunikacyjne na orbicie geostacjonarnej.                                               |
| 4 maja 2023, 07:31:00          | Falcon 9 Block 5     | Cape Canaveral (SLC-40)                 | Starlink v1.5 5-6                                                         | 56 satelitów telekomunikacyjnych Starlink.                                                                |
| 8 maja 2023, 01:00             | Electron             | Māhia (LC-1B)                           | TROPICS SV05, TROPICS SV06                                                | Dwa mikrosatelity do badania atmosfery.                                                                   |
| 10 maja 2023, 13:22:51         | Chang Zheng 7        | Wenchang (LC-201)                       | Tianzhou 6                                                                | Statek transportowy do stacji kosmicznej Tiangong.                                                        |
| 10 maja 2023, 20:09:00         | Falcon 9 Block 5     | Vandenberg (SLC-4E)                     | Starlink v1.5 2-9                                                         | 51 satelitów telekomunikacyjnych Starlink.                                                                |
| 14 maja 2023, 05:03:30         | Falcon 9 Block 5     | Cape Canaveral (SLC-40)                 | Starlink v1.5 5-9                                                         | 56 satelitów telekomunikacyjnych Starlink.                                                                |
| 17 maja 2023, 02:49            | Chang Zheng 3B/G3    | Xichang (LC-3)                          | Beidou-3 G4                                                               | Satelita nawigacyjny na orbicie geostacjonarnej.                                                          |
| 19 maja 2023, 06:19:30         | Falcon 9 Block 5     | Cape Canaveral (SLC-40)                 | Starlink v2-Mini 6-3                                                      | 22 satelity telekomunikacyjne Starlink.                                                                   |
| 20 maja 2023, 13:16:33         | Falcon 9 Block 5     | Vandenberg (SLC-4E)                     | OneWeb L19, Iridium-NEXT                                                  | 16 satelitów telekomunikacyjnych OneWeb i 5 satelitów telekomunikacyjnych Iridium-NEXT.                   |
| 21 maja 2023, 08:00            | Chang Zheng 2C       | Jiuquan (LC-43/94)                      | Aomen Kexue 1A, 1B, Luojia-2 01                                           | Dwa satelity naukowe i satelita radarowy.                                                                 |
| 21 maja 2023, 21:37:09         | Falcon 9 Block 5     | KSC (LC-39A)                            | Axiom Mission 2                                                           | Statek załogowy do Międzynarodowej Stacji Kosmicznej.                                                     |
| 24 maja 2023, 12:56:07         | Sojuz 2.1a           | Bajkonur (LC-31/6)                      | Progress MS-23                                                            | Statek transportowy do Międzynarodowej Stacji Kosmicznej.                                                 |
| 25 maja 2023, 09:24:03         | Nuri                 | Naro (LP-2)                             | NEXTSat 2, SNIPE A, ..., D, Lumir-T1, KSAT3U, JAC                         | 8 satelitów naukowych i technologicznych.                                                                 |
| 26 maja 2023, 03:46            | Electron             | Mahia (LC-1B)                           | TROPICS SV03, TROPICS SV07                                                | Dwa mikrosatelity do badania atmosfery.                                                                   |
| 26 maja 2023, 21:14:51         | Sojuz-2.1a/Fregat    | Wostocznyj (LC-1S)                      | Kosmos 2569                                                               | Satelita rozpoznania radarowego Kondor-FKA No. 1.                                                         |
| 27 maja 2023, 04:30            | Falcon 9 Block 5     | Cape Canaveral (SLC-40)                 | Badr 8 (Arabsat 7B)                                                       | Satelita telekomunikacyjny na orbicie geostacjonarnej.                                                    |
| 29 maja 2023, 05:12:00         | GSLV Mk.2            | Satish Dhawan (SLP)                     | NVS-01                                                                    | Satelita nawigacyjny na orbicie geostacjonarnej.                                                          |
| 30 maja 2023, 01:31:13         | Chang Zheng 2F       | Jiuquan (LC-43/90)                      | Shenzhou 16                                                               | Statek załogowy do stacji kosmicznej Tiangong.                                                            |
| 30 maja 2023, 21:27            | Cheonlima-1          | Sohae (LP-2)                            | Manligyeong-1                                                             | Pierwszy start nowego typu rakiety nośnej. Awaria drugiego stopnia.                                       |
| 31 maja 2023, 06:02:30         | Falcon 9 Block 5     | Vandenberg (SLC-4E)                     | Starlink v1.5 2-10                                                        | 52 satelity telekomunikacyjne Starlink.                                                                   |
| 4 czerwca 2023, 12:20          | Falcon 9 Block 5     | Cape Canaveral (SLC-40)                 | Starlink v2-Mini 6-4                                                      | 22 satelity telekomunikacyjne Starlink.                                                                   |
| 5 czerwca 2023, 15:47          | Falcon 9 Block 5     | KSC (LC-39A)                            | SpaceX CRS-28                                                             | Statek transportowy do Międzynarodowej Stacji Kosmicznej.                                                 |
| 7 czerwca 2023, 04:10:02       | Lijian-1             | Jiuquan (LC43/130)                      | 26 satelitów                                                              | 26 satelitów.                                                                                             |
| 9 czerwca 2023, 02:35:30       | Kuaizhou-1A          | Jiuquan (LP-43/95A)                     | Longjiang 3                                                               | Satelita telekomunikacyjny.                                                                               |
| 12 czerwca 2023, 07:10:50      | Falcon 9 Block 5     | Cape Canaveral (SLC-40)                 | Starlink v1.5 5-11                                                        | 52 satelity telekomunikacyjne Starlink.                                                                   |
| 12 czerwca 2023, 21:35:00      | Falcon 9 Block 5     | Vandenberg (SLC-4E)                     | Misja Transporter-8                                                       | Misja Transporter-8: 72 satelity.                                                                         |
| 15 czerwca 2023, 05:30         | Chang Zheng 2D       | Taiyuan (LC-9)                          | 41 satelitów                                                              | 41 satelitów.                                                                                             |
| 18 czerwca 2023, 22:21         | Falcon 9 Block 5     | Cape Canaveral (SLC-40)                 | Satria                                                                    | Satelita telekomunikacyjny na orbicie geostacjonarnej.                                                    |
| 20 czerwca 2023, 03:18         | Chang Zheng 6        | Taiyuan (LC-16)                         | Shiyan 25                                                                 | Satelita teledetekcyjny.                                                                                  |
| 22 czerwca 2023, 07:19:00      | Falcon 9 Block 5     | Vandenberg (SLC-4E)                     | Starlink v1.5 5-7                                                         | 47 satelitów telekomunikacyjnych Starlink.                                                                |
| 22 czerwca 2023, 09:18:00      | Delta IV Heavy       | Cape Canaveral (SLC-37B)                | USA 345                                                                   | Satelita rozpoznania elektronicznego Orion 11 na orbicie geostacjonarnej (misja NROL-68).                 |
| 23 czerwca 2023, 15:35:10      | Falcon 9 Block 5     | Cape Canaveral (SLC-40)                 | Starlink v1.5 5-12                                                        | 56 satelitów telekomunikacyjnych Starlink.                                                                |
| 27 czerwca 2023, 11:34:49      | Sojuz-2.1b/Fregat    | Wostocznyj (LC-1S)                      | Meteor-M 2-3 + 42 mikrosatelity                                           | Satelita meteorologiczny i 42 mikrosatelity.                                                              |
| 1 lipca 2023, 15:12            | Falcon 9 Block 5     | Cape Canaveral (SLC-40)                 | Euclid                                                                    | Teleskop kosmiczny na orbicie wokół punktu L2 układu Ziemia – Słońce.                                     |
| 5 lipca 2023, 22:00            | Ariane 5ECA+         | Kourou (ELA-3)                          | Heinrich Hertz, Syracuse 4B                                               | Dwa satelity telekomunikacyjne na orbicie geostacjonarnej. Ostatni start rakiety rakiety Ariane 5.        |
| 7 lipca 2023, 19:29:50         | Falcon 9 Block 5     | Vandenberg (SLC-4E)                     | Starlink v1.5 5-13                                                        | 48 satelitów telekomunikacyjnych Starlink.                                                                |
| 9 lipca 2023, 11:00            | Chang Zheng 2C/YZ-1S | Jiuquan (LC-43/94)                      | WHJSW                                                                     | Dwa satelity telekomunikacyjne.                                                                           |
| 10 lipca 2023, 03:58:50        | Falcon 9 Block 5     | Cape Canaveral (SLC-40)                 | Starlink v2-Mini 6-5                                                      | 22 satelity telekomunikacyjne Starlink.                                                                   |
| 12 lipca 2023, 01:00           | Zhuque-2             | Jiuquan (LC-43/96)                      | -                                                                         | Lot próbny, bez ładunku.                                                                                  |
| 14 lipca 2023, 09:05:17        | LVM3                 | Satish Dhawan (SLP)                     | Chandrayaan-3                                                             | Sonda księżycowa.                                                                                         |
| 16 lipca 2023, 03:50:00        | Falcon 9 Block 5     | Cape Canaveral (SLC-40)                 | Starlink v1.5 5-15                                                        | 54 satelity telekomunikacyjne Starlink.                                                                   |
| 18 lipca 2023, 01:27           | Electron             | Mahia (LC-1B)                           | LEO 3, Starling-1, ..., 4, Lemur-2 169, 170                               | Siedem mikrosatelitów.                                                                                    |
| 20 lipca 2023, 03:20           | Kuaizhou-1A          | Jiuquan (LP-43/95A)                     | Tianmu 1-07, ..., 1-10                                                    | Cztery satelity meteorologiczne.                                                                          |
| 20 lipca 2023, 04:09:30        | Falcon 9 Block 5     | Vandenberg (SLC-4E)                     | Starlink v2-Mini 6-15                                                     | 15 satelitów telekomunikacyjnych Starlink.                                                                |
| 22 lipca 2023, 05:07           | Gushenxing-1         | Jiuquan (LC-43/95B)                     | Qiankun-1, Xingshidai-16                                                  | Dwa satelity teledetekcyjne.                                                                              |
| 23 lipca 2023, 02:50           | Chang Zheng 2D       | Taiyuan (LC-9)                          | Sixiang-01, 02, 03, Lingxi-03                                             | Trzy satelity teledetekcyjne i satelita telekomunikacyjny.                                                |
| 24 lipca 2023, 00:50:30        | Falcon 9 Block 5     | Cape Canaveral (SLC-40)                 | Starlink v2-Mini 6-6                                                      | 22 satelity telekomunikacyjne Starlink.                                                                   |
| 26 lipca 2023, 20:02           | Chang Zheng 2D       | Xichang (LC-3)                          | Yaogan 36-05A, B, C                                                       | Trzy satelity zwiadu elektronicznego.                                                                     |
| 28 lipca 2023, 04:01:10        | Falcon 9 Block 5     | Cape Canaveral (SLC-40)                 | Starlink v2-Mini 6-7                                                      | 22 satelity telekomunikacyjne Starlink.                                                                   |
| 29 lipca 2023, 03:04           | Falcon Heavy         | KSC (LC-39A)                            | Jupiter 3                                                                 | Satelita telekomunikacyjny na orbicie geostacjonarnej.                                                    |
| 30 lipca 2023, 01:01:00        | PSLV-CA              | Satish Dhawan (FLP)                     | DS-SAR, VELOX AM, ARCADE, ORB-12 Strider, Galassia 2, NuLIoN, SCOOB 2     | Satelita radarowy i sześć mikrosatelitów.                                                                 |
| 2 sierpnia 2023, 00:31:17      | Antares 230+         | Wallops (LA-0A)                         | Cygnus NG-19                                                              | Statek transportowy do Międzynarodowej Stacji Kosmicznej.                                                 |
| 3 sierpnia 2023, 03:47:51      | Chang Zheng 4C       | Jiuquan (LC-43/94)                      | Fengyun 3-06                                                              | Satelita meteorologiczny.                                                                                 |
| 3 sierpnia 2023, 05:00         | Falcon 9 Block 5     | Cape Canaveral (SLC-40)                 | Galaxy 37                                                                 | Satelita telekomunikacyjny na orbicie geostacjonarnej.                                                    |
| 7 sierpnia 2023, 02:41:10      | Falcon 9 Block 5     | Cape Canaveral (SLC-40)                 | Starlink v2-Mini 6-8                                                      | 22 satelity telekomunikacyjne Starlink.                                                                   |
| 7 sierpnia 2023, 13:19:25      | Sojuz 2.1b/Fregat    | Plesieck (LC-43/3)                      | Kosmos 2569                                                               | Satelita nawigacyjny Głonass-K2 13Ł.                                                                      |
| 8 sierpnia 2023, 03:57         | Falcon 9 Block 5     | Vandenberg (SLC-4E)                     | Starlink v2-Mini 6-20                                                     | 15 satelitów telekomunikacyjnych Starlink.                                                                |
| 8 sierpnia 2023, 22:53         | Chang Zheng 2C       | Taiyuan (LC-9)                          | Huanjing Jianzai 2-06                                                     | Satelita teledetekcyjny.                                                                                  |
| 10 sierpnia 2023, 04:03:50     | Gushenxing-1         | Jiuquan (LC-43/95B)                     | 7 satelitów                                                               | 7 satelitów teledetekcyjnych.                                                                             |
| 10 sierpnia 2023, 23:10:57     | Sojuz-2.1b/Fregat    | Wostocznyj (LC-1S)                      | Łuna 25                                                                   | Sonda księżycowa.                                                                                         |
| 11 sierpnia 2023, 05:17:40     | Falcon 9 Block 5     | Cape Canaveral (SLC-40)                 | Starlink v2-Mini 6-9                                                      | 22 satelity telekomunikacyjne Starlink.                                                                   |
| 12 sierpnia 2023, 17:26        | Chang Zheng 3B/G3    | Xichang                                 | Ludi Tance 4A                                                             | Pierwszy satelita radarowy na orbicie geosynchronicznej.                                                  |
| 14 sierpnia 2023, 05:32        | Kuaizhou-1A          | Xichang                                 | Jiaotong 6-10                                                             | Pięć satelitów telekomunikacyjnych.                                                                       |
| 17 sierpnia 2023, 03:36:50     | Falcon 9 Block 5     | Cape Canaveral (SLC-40)                 | Starlink v2-Mini 6-10                                                     | 22 satelity telekomunikacyjne Starlink.                                                                   |
| 20 sierpnia 2023, 17:45        | Chang Zheng 4C       | Jiuquan (LC-43/94)                      | Gaofen 12-04                                                              | Satelita radarowy.                                                                                        |
| 22 sierpnia 2023, 09:37:30     | Falcon 9 Block 5     | Vandenberg (SLC-4E)                     | Starlink v2-Mini 7-1                                                      | 21 satelitów telekomunikacyjnych Starlink.                                                                |
| 23 sierpnia 2023, 01:08:10     | Sojuz 2.1a           | Bajkonur (LC-31/6)                      | Progress MS-24                                                            | Statek transportowy do Międzynarodowej Stacji Kosmicznej.                                                 |
| 23 sierpnia 2023, 18:50        | Cheonlima-1          | Sohae (LP-2)                            | Manligyeong-1 F2                                                          | Awaria trzeciego stopnia rakiety.                                                                         |
| 23 sierpnia 2023, 23:45        | Electron             | Mahia (LC-1B)                           | Capella 11                                                                | Satelita radarowy.                                                                                        |
| 25 sierpnia 2023, 04:59        | Gushenxing-1         | Jiuquan (LC-43/95B)                     | Jilin-1 Kuanfu 02A                                                        | Satelita teledetekcyjny.                                                                                  |
| 26 sierpnia 2023, 07:27:27     | Falcon 9 Block 5     | KSC (LC-39A)                            | SpaceX Crew-7                                                             | Statek załogowy do Międzynarodowej Stacji Kosmicznej.                                                     |
| 27 sierpnia 2023, 01:05:40     | Falcon 9 Block 5     | Cape Canaveral (SLC-40)                 | Starlink v2-Mini 6-11                                                     | 22 satelity telekomunikacyjne Starlink.                                                                   |
| 31 sierpnia 2023, 07:36        | Chang Zheng 2D       | Xichang (LC-3)                          | Yaogan 39-01A, B, C                                                       | Trzy satelity zwiadu elektronicznego.                                                                     |
| 1 września 2023, 02:21:50      | Falcon 9 Block 5     | Cape Canaveral (SLC-40)                 | Starlink v2-Mini 6-13                                                     | 22 satelity telekomunikacyjne Starlink.                                                                   |
| 2 września 2023, 06:20         | PSLV-XL              | Satish Dhawan (FLP)                     | Aditya-L1                                                                 | Satelita astronomiczny do obserwacji Słońca na orbicie wokół punktu L1 układu Ziemia – Słońce.            |
| 2 września 2023, 14:25:00      | Falcon 9 Block 5     | Vandenberg (SLC-4E)                     | Misja Tranche 0 Flight 2                                                  | Misja wojskowa: trzynaście satelitów: Wildfire-01, ...,-10, Checkmate 10, BB 3, BB 34                     |
| 4 września 2023, 02:47:20      | Falcon 9 Block 5     | KSC (LC-39A)                            | Starlink v2-Mini 6-12                                                     | 21 satelitów telekomunikacyjnych Starlink.                                                                |
| 5 września 2023, 09:34:45      | Gushenxing-1S        | Morze Żółte (DeFu 15002)                | Tianqi-21, ...,-24                                                        | Start z barki morskiej. 4 satelity telekomunikacyjne.                                                     |
| 6 września 2023, 18:14         | Chang Zheng 4C       | Jiuquan (LC-43/94)                      | Yaogan 33-03                                                              | Satelita radarowy.                                                                                        |
| 6 września 2023, 23:42:11      | H-IIA 202            | Tanegashima (YLP-1)                     | XRISM, SLIM                                                               | Satelita astronomiczny i lądownik księżycowy.                                                             |
| 9 września 2023, 03:12:50      | Falcon 9 Block 5     | Cape Canaveral (SLC-40)                 | Starlink v2-Mini 6-14                                                     | 22 satelity telekomunikacyjne Starlink.                                                                   |
| 10 września 2023, 04:30        | Chang Zheng 6A       | Taiyuan (LC-9A)                         | Yaogan-40A, B, C.                                                         | Trzy satelity wojskowe (zwiadu elektroniczego?).                                                          |
| 10 września 2023, 12:47:00     | Atlas V 551          | Cape Canaveral (SLC-41)                 | USA 346, USA 347, USA 348                                                 | Misja NROL-107. Trzy satelity Silentbarker zwiadu orbity geostacjonarnej.                                 |
| 12 września 2023, 06:57:50     | Falcon 9 Block 5     | Vandenberg (SLC-4E)                     | Starlink v2-Mini 7-2                                                      | 21 satelitów telekomunikacyjnych Starlink.                                                                |
| 15 września 2023, 02:27        | Firefly Alpha        | Vandenberg (SLC-2W)                     | VICTUS NOX                                                                | Satelita wojskowy.                                                                                        |
| 15 września 2023, 15:44:35     | Sojuz 2.1a           | Bajkonur (LC-31/6)                      | Sojuz MS-24                                                               | Statek załogowy do Międzynarodowej Stacji Kosmicznej.                                                     |
| 16 września 2023, 03:38:20     | Falcon 9 Block 5     | Cape Canaveral (SLC-40)                 | Starlink v2-Mini 6-16                                                     | 22 satelity telekomunikacyjne Starlink.                                                                   |
| 17 września 2023, 04:13        | Chang Zheng 2D       | Xichang (LC-3)                          | Yaogan 39-02A, B, C                                                       | Trzy satelity zwiadu elektronicznego.                                                                     |
| 19 września 2023, 06:55        | Electron             | Mahia (LC-1B)                           | Capella 12                                                                | Awaria drugiego stopnia rakiety.                                                                          |
| 20 września 2023, 03:38:10     | Falcon 9 Block 5     | Cape Canaveral (SLC-40)                 | Starlink v2-Mini 6-17                                                     | 22 satelity telekomunikacyjne Starlink.                                                                   |
| 21 września 2023, 04:59        | Gushenxing-1         | Jiuquan (LC-43/95B)                     | Jilin-1 Gaofen 04B                                                        | Awaria pierwszego stopnia rakiety.                                                                        |
| 24 września 2023, 03:38:30     | Falcon 9 Block 5     | Cape Canaveral (SLC-40)                 | Starlink v2-Mini 6-18                                                     | 22 satelity telekomunikacyjne Starlink.                                                                   |
| 25 września 2023, 08:48:20     | Falcon 9 Block 5     | Vandenberg (SLC-4E)                     | Starlink v2-Mini 7-3                                                      | 21 satelitów telekomunikacyjnych Starlink.                                                                |
| 26 września 2023, 20:15        | Chang Zheng 4C       | Jiuquan (LC-43/94)                      | Yaogan 33-04                                                              | Satelita radarowy.                                                                                        |
| 27 września 2023, ok. 06:00    | Qased                | Shahroud (LC-1)                         | Noor 3                                                                    | Wojskowy satelita teledetekcyjny.                                                                         |
| 30 września 2023, 02:00:00     | Falcon 9 Block 5     | Cape Canaveral (SLC-40)                 | Starlink v2-Mini 6-19                                                     | 22 satelity telekomunikacyjne Starlink.                                                                   |
| 5 października 2023, 00:24     | Chang Zheng 2D       | Xichang (LC-3)                          | Yaogan 39-03A, B, C                                                       | Trzy satelity zwiadu elektronicznego.                                                                     |
| 5 października 2023, 05:36:30  | Falcon 9 Block 5     | Cape Canaveral (SLC-40)                 | Starlink v2-Mini 6-21                                                     | 22 satelity telekomunikacyjne Starlink.                                                                   |
| 6 października 2023, 18:06:00  | Atlas V 501          | Cape Canaveral (SLC-41)                 | KuiperSat 1, KuiperSat 2                                                  | Dwa prototypowe satelity telekomunikacyjne.                                                               |
| 9 października 2023, 01:36     | Vega                 | Kourou (ELV)                            | 12 satelitów                                                              | 12 mikrosatelitów.                                                                                        |
| 9 października 2023, 07:43     | Falcon 9 Block 5     | Vandenberg (SLC-4E)                     | Starlink v2-Mini 7-4                                                      | 21 satelitów telekomunikacyjnych Starlink.                                                                |
| 13 października 2023, 14:19:43 | Falcon Heavy         | KSC (LC-39A)                            | Psyche                                                                    | Sonda kosmiczna.                                                                                          |
| 13 października 2023, 23:01:10 | Falcon 9 Block 5     | Cape Canaveral (SLC-40)                 | Starlink v2-Mini 6-22                                                     | 22 satelity telekomunikacyjne Starlink.                                                                   |
| 15 października 2023, 00:54    | Chang Zheng 2D       | Jiuquan (LC-43/94)                      | Yunhai-1 04                                                               | Satelita meteorologiczny/teledetekcyjny.                                                                  |
| 18 października 2023, 00:39:00 | Falcon 9 Block 5     | Cape Canaveral (SLC-40)                 | Starlink v2-Mini 6-23                                                     | 22 satelity telekomunikacyjne Starlink.                                                                   |
| 21 października 2023, 08:23:00 | Falcon 9 Block 5     | Vandenberg (SLC-4E)                     | Starlink v2-Mini 7-5                                                      | 21 satelitów telekomunikacyjnych Starlink.                                                                |
| 22 października 2023, 02:17:00 | Falcon 9 Block 5     | Cape Canaveral (SLC-40)                 | Starlink v2-Mini 6-24                                                     | 23 satelity telekomunikacyjne Starlink.                                                                   |
| 23 października 2023, 20:23    | Chang Zheng 2D       | Xichang (LC-3)                          | Yaogan 39-04A, B, C                                                       | Trzy satelity zwiadu elektronicznego.                                                                     |
| 26 października 2023, 03:14:02 | Chang Zheng 2F       | Jiuquan (LC-43/90)                      | Shenzhou 17                                                               | Statek załogowy do stacji kosmicznej Tiangong.                                                            |
| 27 października 2023, 06:04:43 | Sojuz 2.1b           | Plesieck (LC-43/3)                      | Kosmos 2570, Kosmos 2571                                                  | Satelita rozpoznania elektronicznego Lotos-S1 No. 7 i subsatelita.                                        |
| 29 października 2023, 09:00:00 | Falcon 9 Block 5     | Vandenberg (SLC-4E)                     | Starlink v2-Mini 7-6                                                      | 22 satelity telekomunikacyjne Starlink.                                                                   |
| 30 października 2023, 23:20:30 | Falcon 9 Block 5     | Cape Canaveral (SLC-40)                 | Starlink v2-Mini 6-25                                                     | 23 satelity telekomunikacyjne Starlink.                                                                   |
| 31 października 2023, 22:50    | Chang Zheng 6A       | Taiyuan (LC-9A)                         | Tianhui-5A, Tianhui-5B                                                    | Dwa satelity teledetekcyjne.                                                                              |
| 3 listopada 2023, 14:54        | Chang Zheng 7A       | Wenchang (LC-201)                       | TJS-10                                                                    | Satelita wojskowy na orbicie geostacjonarnej.                                                             |
| 4 listopada 2023, 00:37:20     | Falcon 9 Block 5     | Cape Canaveral (SLC-40)                 | Starlink v2-Mini 6-26                                                     | 23 satelity telekomunikacyjne Starlink.                                                                   |
| 8 listopada 2023, 05:05:30     | Falcon 9 Block 5     | Cape Canaveral (SLC-40)                 | Starlink v2-Mini 6-27                                                     | 23 satelity telekomunikacyjne Starlink.                                                                   |
| 9 listopada 2023, 11:23        | Chang Zheng 3B/G3    | Xichang (LC-2)                          | Zhongxing-6E                                                              | Satelita telekomunikacyjny na orbicie geosynchronicznej.                                                  |
| 10 listopada 2023, 01:28:14    | Falcon 9 Block 5     | KSC (LC-39A)                            | SpaceX CRS-29                                                             | Statek transportowy do Międzynarodowej Stacji Kosmicznej.                                                 |
| 11 listopada 2023, 18:49:00    | Falcon 9 Block 5     | Vandenberg (SLC-4E)                     | Misja Transporter-9                                                       | Misja Transporter-9: 90 satelitów.                                                                        |
| 12 listopada 2023, 21:08       | Falcon 9 Block 5     | Cape Canaveral (SLC-40)                 | O3b mPower 5, O3b mPower 6                                                | Dwa satelity telekomunikacyjne.                                                                           |
| 16 listopada 2023, 03:55       | Chang Zheng 2C/YZ-1S | Jiuquan (LC-43/94)                      | Haiyang 3-01                                                              | Satelita oceanograficzny.                                                                                 |
| 18 listopada 2023, 05:05:50    | Falcon 9 Block 5     | Cape Canaveral (SLC-40)                 | Starlink v2-Mini 6-28                                                     | 23 satelity telekomunikacyjne Starlink.                                                                   |
| 18 listopada 2023, 13:02:55    | Starship B9/S25      | Starbase (OLP1)                         | Starship IFT-2                                                            | Samozniszczenie drugiego stopnia rakiety w 8. minucie lotu.                                               |
| 20 listopada 2023, 10:30:40    | Falcon 9 Block 5     | Vandenberg (SLC-4E)                     | Starlink v2-Mini 7-7                                                      | 22 satelity telekomunikacyjne Starlink.                                                                   |
| 21 listopada 2023, 13:42:28    | Cheonlima-1          | Sohae (LP-2)                            | Manligyeong-1 F3                                                          | Wojskowy satelita teledetekcyjny.                                                                         |
| 22 listopada 2023, 07:47:40    | Falcon 9 Block 5     | Cape Canaveral (SLC-40)                 | Starlink v2-Mini 6-29                                                     | 23 satelity telekomunikacyjne Starlink.                                                                   |
| 23 listopada 2023, 10:00:04    | Chang Zheng 2D/YZ3   | Xichang (LC-3)                          | XQG-02A, B, C                                                             | Trzy satelity teledetekcyjne.                                                                             |
| 25 listopada 2023, 20:58:06    | Sojuz 2.1b           | Plesieck (LC-43/4)                      | Kosmos-2573                                                               | Wojskowy satelita teledetekcyjny Razdan(?)                                                                |
| 28 listopada 2023, 04:20:00    | Falcon 9 Block 5     | Cape Canaveral (SLC-40)                 | Starlink v2-Mini 6-30                                                     | 23 satelity telekomunikacyjne Starlink.                                                                   |
| 1 grudnia 2023, 09:25:11       | Sojuz 2.1a           | Bajkonur (LC-31/6)                      | Progress MS-25                                                            | Statek transportowy do Międzynarodowej Stacji Kosmicznej.                                                 |
| 1 grudnia 2023, 118:19         | Falcon 9 Block 5     | Vandenberg (SLC-4E)                     | Project 425 + 24 mikrosatelity                                            | Satelita rozpoznania optycznego i 24 mikrosatelity.                                                       |
| 3 grudnia 2023, 04:00:50       | Falcon 9 Block 5     | Cape Canaveral (SLC-40)                 | Starlink v2-Mini 6-31                                                     | 23 satelity telekomunikacyjne Starlink.                                                                   |
| 4 grudnia 2023, 04:10          | Chang Zheng 2C       | Jiuquan (LC-43/94)                      | MisrSat-2, Xingchi-1 02A, 02B                                             | Trzy satelity teledetekcyjne.                                                                             |
| 4 grudnia 2023, 05:00          | GYUB-TV2             | Morze Wschodniochińskie                 | S-STEP-1                                                                  | Pierwszy start nowej rakiety nośnej. Start z barki morskiej. Satelita radarowy.                           |
| 4 grudnia 2023, 23:33          | Gushenxing-1         | Jiuquan (LC-43/95B)                     | Tianyan 16, Xingchi-1 01A                                                 | Satelita meteorologiczny i satelita teledetekcyjny.                                                       |
| 5 grudnia 2023, 19:24          | Jielong-3            | Morze Żółte (Bo Run Jiu Zhou)           | Chuangxin-19                                                              | Start z barki morskiej. Satelita telekomunikacyjny.                                                       |
| 7 grudnia 2023, 05:07:30       | Falcon 9 Block 5     | Cape Canaveral (SLC-40)                 | Starlink v2-Mini 6-33                                                     | 23 satelity telekomunikacyjne Starlink.                                                                   |
| 8 grudnia 2023, 08:03:50       | Falcon 9 Block 5     | Vandenberg (SLC-4E)                     | Starlink v2-Mini 7-8                                                      | 22 satelity telekomunikacyjne Starlink.                                                                   |
| 8 grudnia 2023, 23:39:03       | Zhuque-2             | Jiuquan (LC-43/96)                      | Honghu-1, -2, Tianyi-33                                                   | Trzy satelity technologiczne.                                                                             |
| 10 grudnia 2023, 01:58         | Chang Zheng 2D       | Xichang (LC-3)                          | Yaogan-39-05A, B, C                                                       | Trzy satelity zwiadu elektronicznego.                                                                     |
| 14 grudnia 2023, 14:12 ?       | Chang Zheng 2F/T     | Jiuquan (LC-43/90)                      | Kechongfushiyong Shiyan Hangtianqi                                        | Eksperymentalny samolot kosmiczny (trzeci lot).                                                           |
| 15 grudnia 2023, 04:05:54      | Electron             | Mahia (LC-1B)                           | QPS-SAR-5                                                                 | Satelita radarowy.                                                                                        |
| 15 grudnia 2023, 13:41:57      | Chang Zheng 5        | Wenchang (LC-101)                       | Yaogan 41                                                                 | Satelita teledetekcyjny na orbicie geostacjonarnej.                                                       |
| 16 grudnia 2023, 09:17:48      | Sojuz 2.1b/Fregat    | Bajkonur (LC-31/6)                      | Arktika-M 2                                                               | Satelita meteorologiczny.                                                                                 |
| 17 grudnia 2023, 07:00         | Shuang Quxian-1      | Jiuquan (LC43/95B)                      | Dier-1                                                                    | Satelita badawczy z kapsułą powrotną.                                                                     |
| 19 grudnia 2023, 04:01:00      | Falcon 9 Block 5     | Cape Canaveral (SLC-40)                 | Starlink v2-Mini 6-34                                                     | 23 satelity telekomunikacyjne Starlink.                                                                   |
| 21 grudnia 2023, 08:48:39      | Sojuz 2.1b           | Plesieck (LC-43/4)                      | Kosmos-2573                                                               | Wojskowy satelita teledetekcyjny (Bars-M 5)?                                                              |
| 22 grudnia 2023, 17:32:30      | Firefly Alpha        | Vandenberg (SLC-2W)                     | Tantrum                                                                   | Niepowodzenie restartu drugiego stopnia rakiety, satelita pozostał na orbicie o niskim perygeum.          |
| 23 grudnia 2023, 05:33:00      | Falcon 9 Block 5     | Cape Canaveral (SLC-40)                 | Starlink v2-Mini 6-32                                                     | 23 satelity telekomunikacyjne Starlink.                                                                   |
| 24 grudnia 2023, 13:11         | Falcon 9 Block 5     | Vandenberg (SLC-4E)                     | SARah-2 i SARah-3                                                         | Dwa wojskowe satelity radarowe.                                                                           |
| 25 grudnia 2023, 01:00         | Kuaizhou-1A          | Jiuquan (LP-43/95A)                     | Tianmu 1-11, ..., 1-14                                                    | Cztery satelity meteorologiczne.                                                                          |
| 25 grudnia 2023, 22:39         | Chang Zheng 11H      | Morze Żółte (Borun Jiuzhou)             | Shiyan 24C-1, 2, 3                                                        | Start z barki morskiej. Trzy satelity technologiczne.                                                     |
| 26 grudnia 2023, 03:26         | Chang Zheng 3B/YZ-1  | Xichang (LC-2)                          | Beidou-3 M25, Beidou-3 M26                                                | Dwa satelity nawigacyjne.                                                                                 |
| 27 grudnia 2023, 06:50         | Kuaizhou-1A          | Jiuquan (LP-43/95A)                     | Tianmu 1-19, ..., 1-22                                                    | Cztery satelity meteorologiczne.                                                                          |
| 27 grudnia 2023, 07:03:44      | Sojuz 2.1w           | Plesieck (LC-43/4)                      | Kosmos-2574                                                               | Wojskowy satelita teledetekcyjny (EO-EMKA 5)?                                                             |
| 29 grudnia 2023, 01:07:00      | Falcon Heavy         | KSC (LC-39A)                            | X-37 OTV-7 (USA-349)                                                      | Wojskowy wahadłowiec kosmiczny.                                                                           |
| 29 grudnia 2023, 04:01:40      | Falcon 9 Block 5     | Cape Canaveral (SLC-40)                 | Starlink v2-Mini 6-36                                                     | 23 satelity telekomunikacyjne Starlink.                                                                   |
| 30 grudnia 2023, 00:13         | Chang Zheng 2C/YZ-1S | Jiuquan (LC-43/94)                      | WHJSW 04A, B, C                                                           | Trzy satelity telekomunikacyjne.                                                                          |